# 法恩斯維爾 (新澤西州)
法恩斯維爾（英語：Finesville）是位於美國新澤西州沃倫縣的普查規定居民點。

## 人口
根據2020年美國人口普查的數據，法恩斯維爾的面積為5.68平方千米，當中陸地面積為5.48平方千米，而水域面積為0.20平方千米。當地共有人口364人，而人口密度為每平方千米64.08人。